# 서던 리그 (뉴질랜드)
서던 리그는 뉴질랜드 남섬에 위치한 협회 축구 클럽을 위해 풋볼 사우스와 메인랜드 풋볼이 운영하는 아마추어 리그로 센트럴 리그, 노던 리그와 함께 2부 리그로 운영되고 있으며 지역 내 팀이 이용할 수 있는 클럽 기반 축구의 최고 대회이다.